# 馮聖法
冯圣法（1903年—1957年），浙江诸暨人，又名馮森法，中華民國國民革命軍將領，黄埔军校第一期步兵科毕业。

## 生平
历任黄埔军校教导团排长、区队长。第一军第1旅的团政治指导员、国民革命军总司令部少校参谋、第十八军第11师上校团长、第88师第262旅第523团团长、第88师第262旅旅长。1935年4月晋升陆军少将。1935年底升任88師副師長。
1937年11月轉任第七十四军第58师师长，在民國二十七（1938）蘭封會戰時指揮58師作戰，1938年指挥58師参与武漢會戰中的万家岭战役，以重大伤亡取得该役胜利，但此役作戰能力被軍長俞濟時評論「失確指揮掌握」，會戰後遭撤職查看。58師師長一職在民國二十八年（1939）7月由陳式正接任，馮聖法同月升任七十四軍副軍長。1939年8月離開七十四軍系統，轉任国民革命军第八十六军副军长，其遺留的副軍長一職在9月20日由57師師長施中誠接任。1939年12月任第八十六军军长兼浙江保安处处长。1940年3月任国民革命军第九十一军军长。1940年5月第九十一军裁撤。1940年10月率浙江各保安团组建國民革命軍暫編第九軍任军长。1942年12月暫九軍改称国民革命军第六十六军时，调出任军事委员会委员长侍从室第3组组长。1943年2月至1946年6月13日任国民政府参军处参军。
1946年10月晋升陆军中将。后任东北交警总局总局长、第2交警总局总局长。1948年12月任第16兵团副司令官。1949年3月任第九编练司令部副司令官。1957年冬病逝台北。

## 荣誉
- 二等云麾勋章（1945年12月15日批准[1]）